# IC 3149
IC 3149 — галактика типу SB0-a  R () у сузір'ї Діва.
Цей об'єкт міститься в оригінальній редакції індексного каталогу.